# Hôtel des cœurs brisés
Hôtel des cœurs brisés en France ou L'Hôtel des rêves brisés au Québec (anglais : Heartbreak Hotel) est un épisode de la série télévisée d'animation Les Simpson. Il s'agit du deuxième épisode de la trentième saison et du 641e de la série.

## Synopsis
Les Simpson regardent une émission de téléréalité, "The Amazing Place", dans laquelle les participants doivent remporter des épreuves en équipe sur une île, afin de recevoir le prix d'un million de dollars. Les enfants réalisent que Marge connait toutes les astuces et qu'elle serait une candidate parfaite pour l'émission. Ils essaient de la persuader de participer, mais en vain. Marge leur révèle qu'elle envoie une cassette de candidature depuis de très nombreuses années sans qu'elle soit jamais retenue. Elle leur montre toutes les vidéos d'audition qu'elle a gardé, et Lisa décide d'en faire un montage pour séduire les producteurs en leur prouvant que Marge est la plus grande fan de cette émission. Ceux-ci acceptent de sélectionner le couple à leur insu, pour filmer leur réaction. Marge et Homer s'envolent pour le tournage, mais sont éliminés dès la première épreuve. Marge est pétrifiée d'avoir échoué par sa faute, et apprend qu'ils doivent rester 6 semaines dans un hôtel afin de ne rien divulguer à leur entourage. Homer est ravi de profiter de l'hôtel gratis, mais Marge déprime en ressassant son erreur. Il finit par la convaincre de prendre du plaisir sans les enfants. Mais Marge découvre en voulant en savoir plus sur le tournage de l'émission que c'est la faute d'Homer s'ils ont été éliminés.

## Réception
Lors de sa première diffusion, l'épisode a attiré 4,60 millions de téléspectateurs.